# Sulamita (opera)
Sulamita, rappresentazione biblica in cinque scene, è un'opera di Anton Grigor'evič Rubinštejn su libretto di Julius Rodenberg, liberamente ispirato al Cantico dei cantici. 

## Storia della composizione
Il soggetto dell'opera Sulamita fu presentato a Rubinštejn dal librettista Julius Rodenberg, quando i due si incontrarono per la prima volta a Londra nel 1858. Il compositore indugiò per molti anni nella composizione dell'opera, che ultimò tra il 1882 ed il 1883. La prima dell'opera ebbe luogo al teatro Dammtor di Amburgo l'8 novembre 1883, sotto la direzione dello stesso Rubinštejn, assieme all'altra sua opera Tra i briganti.

## Trama
L'azione si svolge tra Gerusalemme ed il Libano.
Scena prima Nell'harem del palazzo del re a Gerusalemme. Salomone ha rapito Sulamita e ha un desiderio appassionato per lei, ma la ragazza rifiuta il re perché ama un semplice pastore.
Scena seconda In Libano, durante la festa della primavera. Il pastore è addolorato per Sulamita e scopre che è stata rapita da Salomone.
Scena terza Nell'harem del palazzo del re a Gerusalemme, di notte. Il pastore ha trovato Sulamita e i due fuggono insieme.
Scena quarta Uno luogo aperto presso Gerusalemme. Il capitano delle guardie della città cattura gli amanti fuggiaschi.
Scena quinta La sala del trono a Gerusalemme. Il re si sta preparando per il suo matrimonio con Sulamita, ignaro del fatto che la ragazza sta languendo in catene. Quando Salomone scopre quello che è accaduto durante la notte, perdona la coppia e libera Sulamita.